# Іміпенем
Іміпене́м — синтетичний антибіотик з групи карбапенемів для парентерального застосування. Іміпенем застосовується у клінічній практиці з 1980 року та був розроблений фармацевтичною компанією Merck Sharp & Dohme, MSD.
Станом на 2022 рік, не застосовується у лікуванні як монопрепарат.

## Фармакологічні властивості
Іміпенем — синтетичний антибіотик з групи карбапенемів широкого спектра дії. Препарат діє бактерицидно, порушуючи синтез клітинної стінки бактерій. До іміпенему чутливі більшість грампозитивних та грамнегативних бактерій: стафілококи, стрептококи, шигели, сальмонелли, лістерії, Acinetobacter spp., Serratia spp., Proteus spp., Nocardia spp., Enterococcus spp., Citrobacter spp., Bordetella spp., Campylobacter spp., Haemophilus spp., Escherichia coli, Brucella spp., Moraxella spp., Pseudomonas spp., Yersinia spp., клебсієли, нейсерії, більшість анаеробних бактерій, включно з клостридіями. Іміпенем стійкий до дії бета-лактамаз, але може викликати індукцію вироблення хромосомних бета-лактамаз, що надалі може призводити до нечутливості усіх β-лактамних антибіотиків та селекції нечутливих до карбапенемів мікроорганізмів. Нечутливими до іміпенему є Xanthomas maltoplia, Enterococcus faecium, деякі штами Pseudomonas sepacia та метицилінрезистентні стафілококи. Іміпенем має помірно виражений постантибіотичний ефект (від 1 до 3 годин).

### Фармакодинаміка
Іміпенем швидко розподіляється в організмі як після внутрішньом'язового, так і після внутрішньовенного введення. Біодоступність при внутрішньом'язовому введенні становить 95 %, при внутрішньовенному — 100 %. Максимальна концентрація в крові антибіотика досягається протягом 20 хвилин при внутрішньовенному введенні. Препарат створює високі концентрації у більшості тканин та рідин організму, найбільші концентрації — в плевральному випоті, перитонеальній та міжклітинній рідині, статевих органах. Іміпенем погано проникає через гематоенцефалічний бар'єр. Препарат проникає через плацентарний бар'єр та виділяється в грудне молоко. Іміпенем швидко метаболізується в нирках ферментом дегідропептидазою І, тому застосовується разом з інгібітором дегідропептидази І циластатином. Період напіввиведення іміпенему при внутрішньовенному введенні становить 1 година, при внутрішньом'язовому — 2-3 години, цей час може збільшуватись при нирковій недостатності. Виводиться препарат з організму нирками (70 %), частково з калом та позанирковими шляхами виведення.

## Показання до застосування
Іміпенем рекомендовано при тяжких, полірезистентних інфекціях (переважно внутрішньолікарняних) та змішаних інфекціях; у випадках первинної терапії, що передує визначенню збудника; інфекціях кісток і суглобів; інфекціях черевної порожнини та гінекологічних інфекціях, сепсисі та септичному ендокардиті, ускладнених інфекціях сечостатевої системи, інфекціях шкіри та м'яких тканин, інфекціях нижніх дихальних шляхів (пневмонії, особливо госпітальні; абсцес легень; емпієма плеври).

## Побічна дія
При застосуванні іміпенему можливі наступні побічні ефекти:
- Алергічні реакції — висипання на шкірі, свербіж шкіри, кропив'янка, набряк Квінке, синдром Стівенса-Джонсона, синдром Лаєлла, гарячка, анафілактичний шок. Більшість алергічних та шкірних реакцій при застосуванні іміпінему спостерігаються нечасто, існує ймовірність перехресних алергічних реакцій із іншими бета-лактамними антибіотиками.[2]
- З боку травної системи — часто нудота, блювання, діарея; нечасто забарвлення зубів та язика в коричневий колір, кандидоз ротової порожнини; рідко псевдомембранозний коліт, печінкова недостатність, фульмінантний гепатит. У порівнянні із меропенемом при застосуванні іміпенему частіше спостерігали побічні дії з боку травної системи[5] Нудоту та блювання спостерігали у 8—17 % пацієнтів, у лікуванні яких застосовувався іміпенем, і частота появи побічних ефектів корелювала із дозою введеного антибіотика і швидкістю його введення.[6][2]
- З боку нервової системи — можуть відбуватися міоклонія, галюцинації, енцефалопатія, сплутаність свідомості, зниження слуху, парестезії, судоми. При застосуванні іміпенему частіше спостерігається розвиток судом, чим при застосуванні меропенему, особливо при застосуванні у дітей.[5] Часота розвитку судом при застосуванні іміпенему у високих дозах (більше ніж 4 г/добу), за даними деяких клінічних спостережень, може становити більше 10 %.[6]
- З боку сечовидільної системи — дуже рідко спостерігають олігурія, анурія, поліурія, гостра ниркова недостатність, зміна забарвлення сечі.
- Зміни в лабораторних аналізах — відбуались еозинофілія, лейкопенія, нейтропенія, агранулоцитоз, тромбоцитопенія, тромбоцитоз, анемія, панцитопенія, подовження протромбінового часу, підвищення рівня сечовини, креатиніну, білірубіну в крові, підвищення активності амінотрансфераз і лужної фосфатази в крові. Найчастіше спостерігали транзиторне підвищення активності амінотрансфераз (до 7 % випадків застосування), еозинофілію (1,2—2,9 %) і тромбоцитоз (1,6—2,4 %) випадків.[2]
- Місцеві реакції — почервоніння, болючість та інфільтрат у місці введення, флебіт при внутрішньовенному введенні (спостерігали у 2,7 % випадків застосування).[2]

## Протипоказання
Іміпенем протипоказаний при підвищеній чутливості до β-лактамних антибіотиків, дітям до 3-х місячного віку або дітям з нирковою недостатністю. З обережністю застосовують при вагітності. Під час лікування іміпенемом рекомендовано припинити годування грудьми.

## Форми випуску
Комбінований препарат Тієнам: іміпенем з циластатином  випускається у вигляді порошку для ін'єкцій у флаконах, по 0,5+0,5 г.